# Kouvola (stacja kolejowa)
Kouvola (fiń. Kouvolan rautatieasema) – stacja kolejowa w Kouvola, w Finlandii. Stacja położona jest na linii kolejowej Petersburg-Helsinki.